# Eugène Delacroix

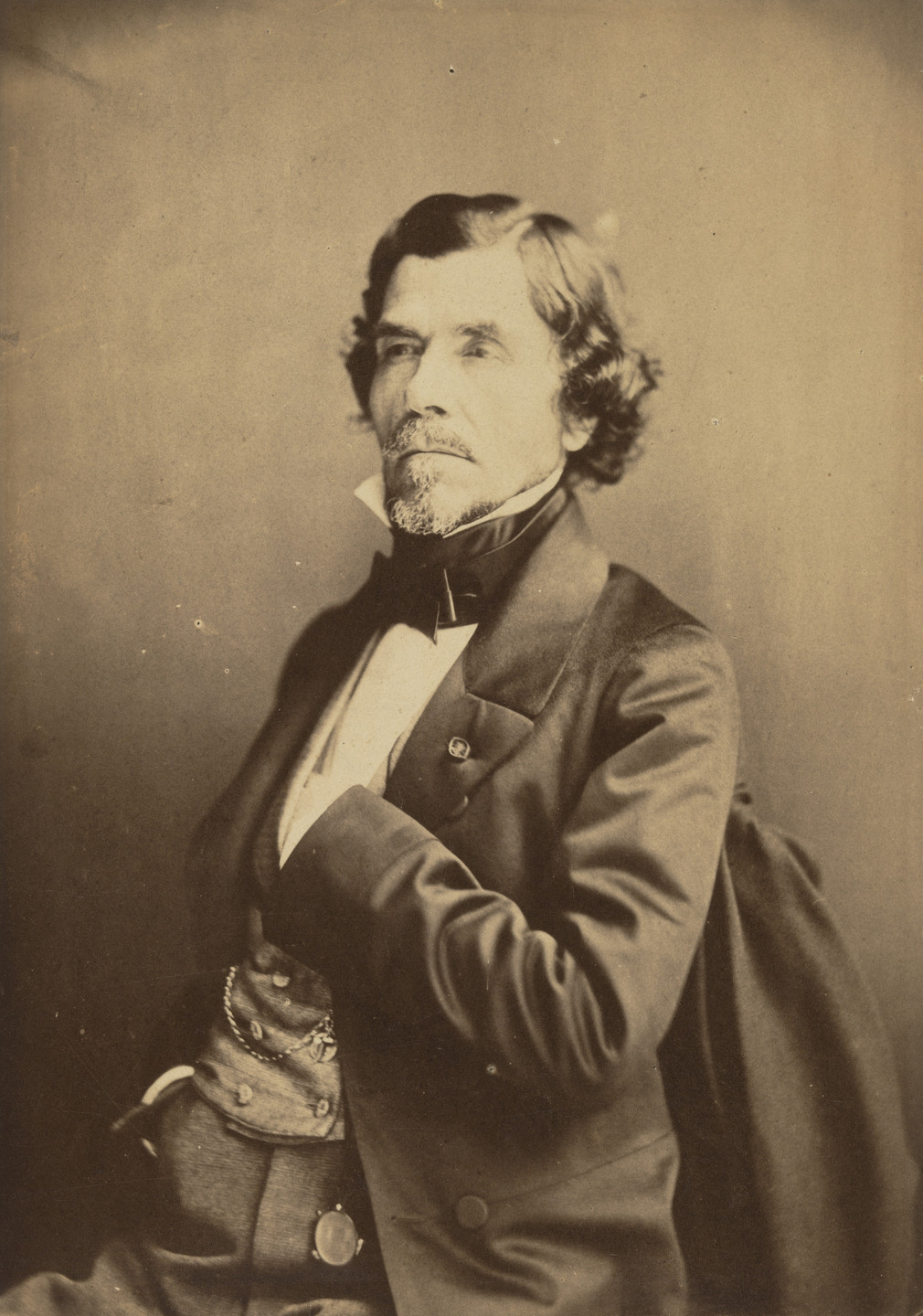
Eugène Delacroix, Fotografie von Nadar, 1858

Ferdinand Victor Eugène Delacroix [ø.ʒɛn də.la.kʁwa] (* 26. April 1798 in Charenton-Saint-Maurice, Paris; † 13. August 1863 in Paris) war ein französischer Maler. Er gilt wegen der Lebhaftigkeit seiner Vorstellungskraft und wegen seines großzügigen Umgangs mit den Farben als Wegbereiter des Impressionismus und stellte alljährlich im Pariser Salon Gemälde aus, deren leidenschaftliche Sujets Aufsehen erregten und nicht selten schockierten.
Die Arbeiten Delacroix’ werden zwar der französischen Spätromantik zugeordnet, er lehnte es jedoch für sich ab, der populär werdenden Strömung der romantischen Schule zugeschlagen zu werden. Er wurde zum Vorbild vieler Impressionisten, die sich entschieden von der romantischen Schule und dem Klassizismus abgrenzten.

## Leben
Delacroix’ Mutter Victoire Œben (1758–1814) stammte aus der Kunsttischlerfamilie Oeben, sein Vater Charles-François Delacroix war Mitglied der Revolutionsregierung und bis 1797 Außenminister. Anschließend arbeitete er als Botschafter in Holland. In dieser Zeit wurde Delacroix geboren. Es gibt allerdings gewichtige Hinweise darauf, dass sein Vater in Wahrheit Charles Maurice de Talleyrand war. Vertreten wird diese These u. a. von Franz Blei, Alfred Duff Cooper, 1. Viscount Norwich, und Orieux. Diese Autoren berufen sich dabei auf die physiognomische Ähnlichkeit von Talleyrand und Delacroix, die Unmöglichkeit der biologischen Vaterschaft von Delacroix’ nominellem Vater, der zum Zeugungszeitpunkt infolge eines venerischen Gebrechens – das erst mehrere Monate nach der Zeugung behoben worden war – nicht zeugungsfähig war, und auf die Förderung des jungen Delacroix durch einen anonymen, aber mächtigen und finanzkräftigen Wohltäter.
Einige Monate nachdem Charles-François Delacroix Präfekt des Départements Gironde geworden war, zog die Familie nach Bordeaux. Seine Kindheit verlief ereignisreich, wie Alexandre Dumas, ein späterer Freund, die Nachwelt wissen ließ. In der Schule fiel sein musikalisches Talent auf. Nachdem Charles-François Delacroix 1805 gestorben war, zog die Familie einige Monate später nach Paris zurück. Hier besuchte Eugène Delacroix das Lycée Impérial, an dem er eine Vorliebe für Literatur entwickelte. Seine Ferien verbrachte er in einem gotischen Kloster in der Normandie, das einem Cousin gehörte. Die Ruinen beeindruckten ihn derart, dass er zu malen begann. Durch seinen Onkel Jean-Henri Riesener dazu ermuntert, besuchten die beiden ab und zu das Atelier von Pierre-Narcisse Guérin. Seine Mutter starb 1814 und Eugène zog zu seiner Schwester. Ein Jahr später begann er ein Studium im Atelier von Guérin. 1816 schrieb er sich an der École nationale supérieure des beaux-arts de Paris ein.

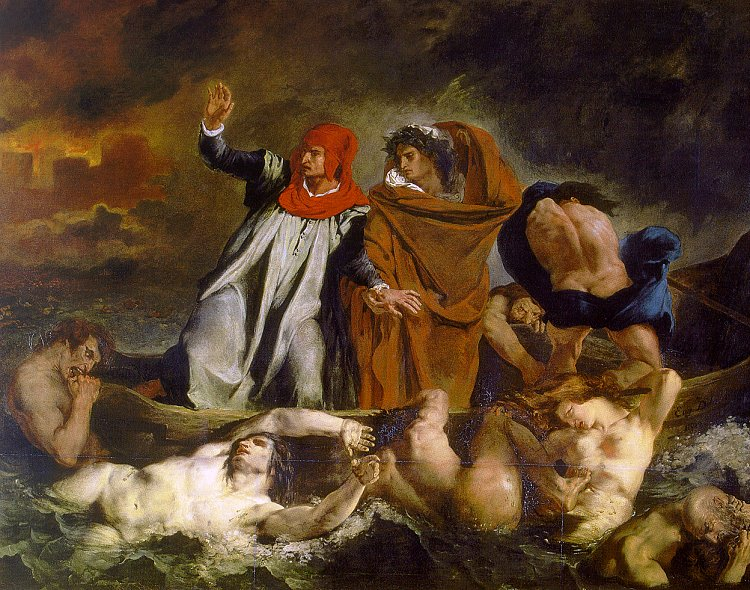
Die Dantebarke, 1822

Zwei Jahre später beobachtete Delacroix Théodore Géricault bei seiner Arbeit am Gemälde Das Floß der Medusa. Von dieser Erfahrung aufgewühlt, malte er die Dantebarke, die sich auf eine Szene aus Dante Alighieris Hauptwerk Göttliche Komödie bezieht. Dieses Werk gab er 1822 an den Salon zur alljährlichen Kunstausstellung – es war unkonventionell und erregte weite Aufmerksamkeit. Der französische Staat erwarb das Bild und ließ es im Palais du Luxembourg aufhängen. Mit 24 Jahren verließ Delacroix die École des Beaux-Arts. Er begann, Tagebuch zu führen und sich und sein Umfeld zu analysieren, und beteiligte sich an Diskussionen über Kunst.
Er fühlte sich zu den Romantikern hingezogen. Deren Ideen, Gedanken und Vorstellungen spiegeln sich in seinem zweiten Bild Das Massaker von Chios wider, das auf eine geteilte Kritik stieß. Mit diesem Bild war seine Bedeutung in der jüngeren Malergeneration nicht mehr zu leugnen. Er galt als der führende Maler der Romantik, auch wenn er selbst diese Führungsrolle immer wieder bestritt.

Die Freiheit führt das Volk, 1830

Delacroix las nun Gedichte von Lord Byron und begann sich für das Theater zu interessieren. Besonders schätzte er die Dramen von William Shakespeare und Goethes Faust. Zu Faust fertigte er 1827 17 Lithografien an. Im selben Jahr stellte er sein Bild Der Tod des Sardanapal aus, das die Kritiker entsetzte. Viele drängten ihn, sein Talent nicht in solchen Exzessen zu vergeuden. Diese Stimmen verstummten 1831, als er Die Freiheit führt das Volk zum Ruhme und zum Gedenken der Julirevolution im Salon ausstellte. Mit diesem Bild festigte er seine führende Rolle unter den Malern.

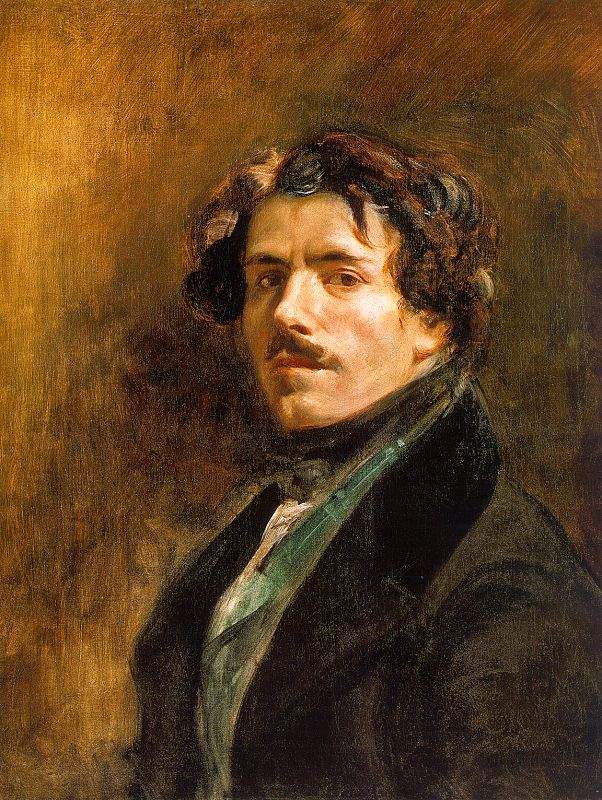
Selbstbildnis von 1837, Louvre

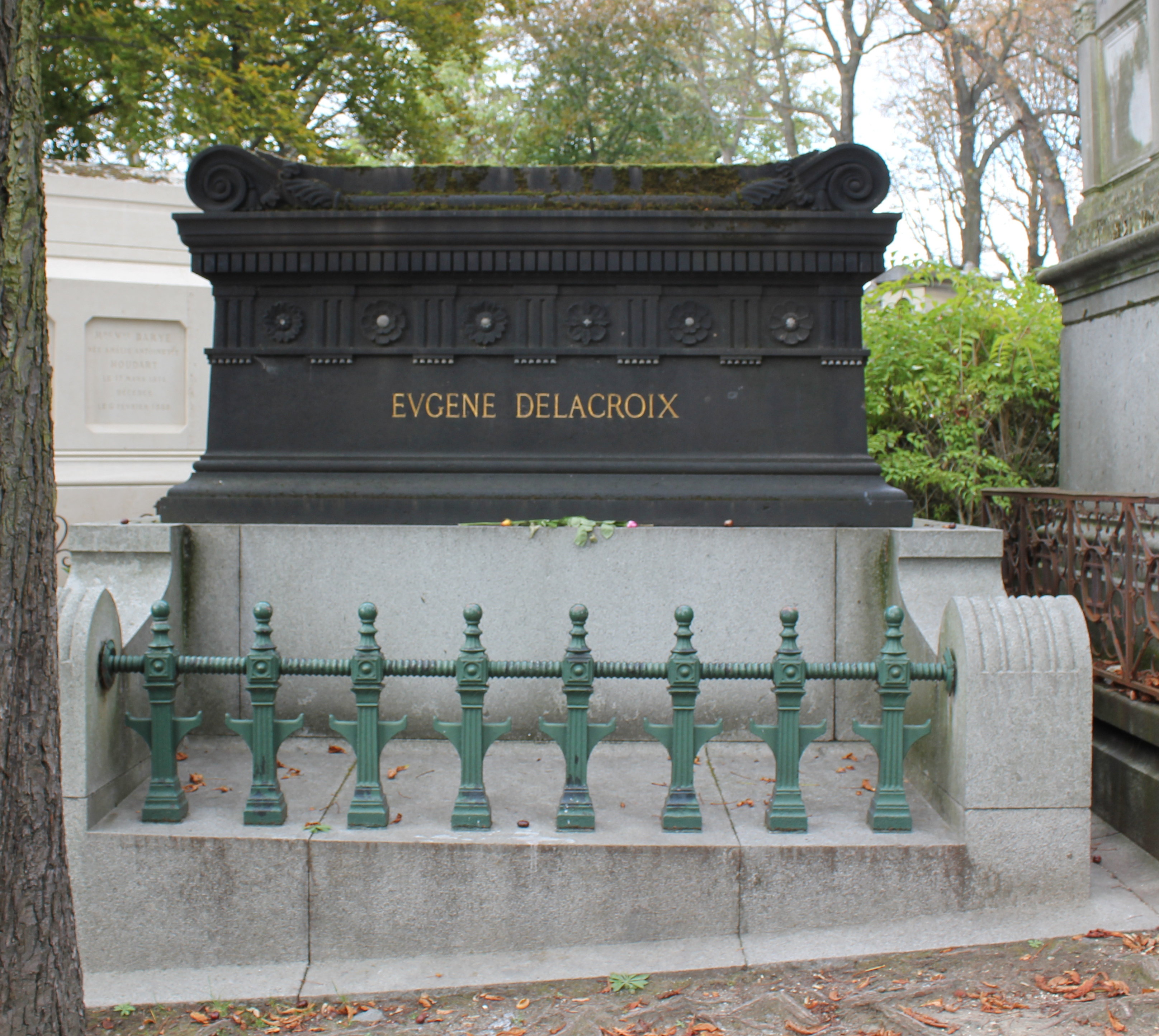
Delacroix’ Grab auf dem Friedhof Père-Lachaise

Einflussreiche Freunde ermöglichten Delacroix eine Reise nach Marokko und einen Besuch des dortigen Sultans. Er konnte nun mit eigenen Augen Dinge sehen, die sich die Romantiker in ihrer Fantasie vorgestellt hatten. Delacroix war vom strahlenden Licht, den üppigen Farben und der schlichten Würde des Islam beeindruckt. Die in dieser Zeit zu Hunderten entstandenen Notizen und Skizzen blieben ihm ein stetiger Quell der Inspiration. Studien zu Tieren und vor allem seine Gemälde zur Löwenjagd sind ebenfalls Ausdruck dieser Schaffensperiode.
Nach Frankreich zurückgekehrt, beauftragte ihn die Regierung, mehrere Gemälde zu schaffen. Diese Aufgabe beschäftigte ihn bis an sein Lebensende. Dadurch, dass er monatelang ununterbrochen arbeitete, pausenlos Entwürfe und Skizzen anfertigte und dabei noch seine Mitarbeiter dirigierte, blieb ihm wenig Freizeit. Zerstreuung fand er morgens in den Salons, in denen sein Esprit und seine Intelligenz gefragt waren. Wirkliche Freunde hatte er nur wenige, darunter George Sand und Frédéric Chopin.
Im Alter wurde Delacroix, der sich mehr und mehr zurückzog, mit großen Ehren bedacht. Auf der Weltausstellung von 1855 wurde ihm eine Retrospektive gewidmet. Außerdem wurde er mit der Grand Médaille d’Honneur ausgezeichnet, wurde Kommandeur der Ehrenlegion und 1857 Mitglied der École des Beaux-Arts, an die er 1859 sein letztes Bild schickte. Die Académie royale des Sciences, des Lettres et des Beaux-Arts de Belgique nahm ihn 1859 als assoziiertes Mitglied (Élu associé) auf. Vier Jahre später starb er an einer chronischen Halserkrankung.

## Wegbereiter des Impressionismus
Delacroix wandte sich gegen die zu seiner Zeit vorherrschende Praxis der Klassizisten, die dem plastischen Ideal zuliebe den Helligkeitswerten in der Malerei den Vorrang gaben und die Buntwerte der Farbe eher als zweitrangig ansahen. Delacroix war mit anderen Romantikern wie Turner der Meinung, dass sich die Malerei damit um ihr ureigenstes Mittel betrüge, die Farbwerte selbst. Mit ihrer Hilfe bestimmte er die Gesamtwirkung des Bildes. Entsprechend dem jeweiligen Thema stellte er die Farben zunächst auf der Palette zusammen, um von vornherein den Charakter des Werks zu beeinflussen. Auf diese Weise erreichte Delacroix einen enormen Reichtum in der farblichen Differenzierung.
Auch durch den Einsatz der optischen Mischung und der Reflexfarben, der auf der genauen Beobachtung der wechselnden Lichtverhältnisse basiert, kündigt Delacroix’ Malweise den Impressionismus an.

## Werke (Auswahl)

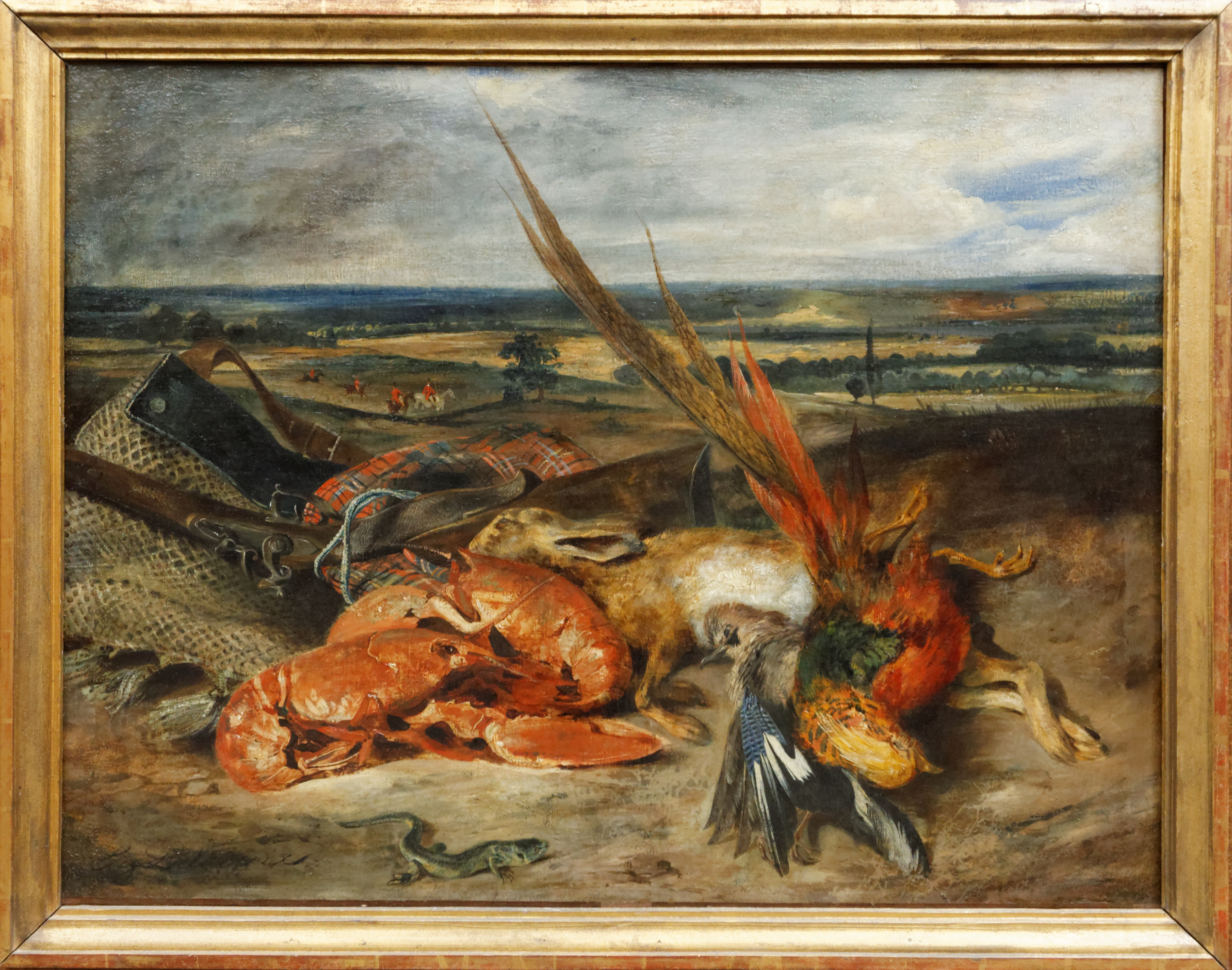
Stillleben mit Hummer, 1827

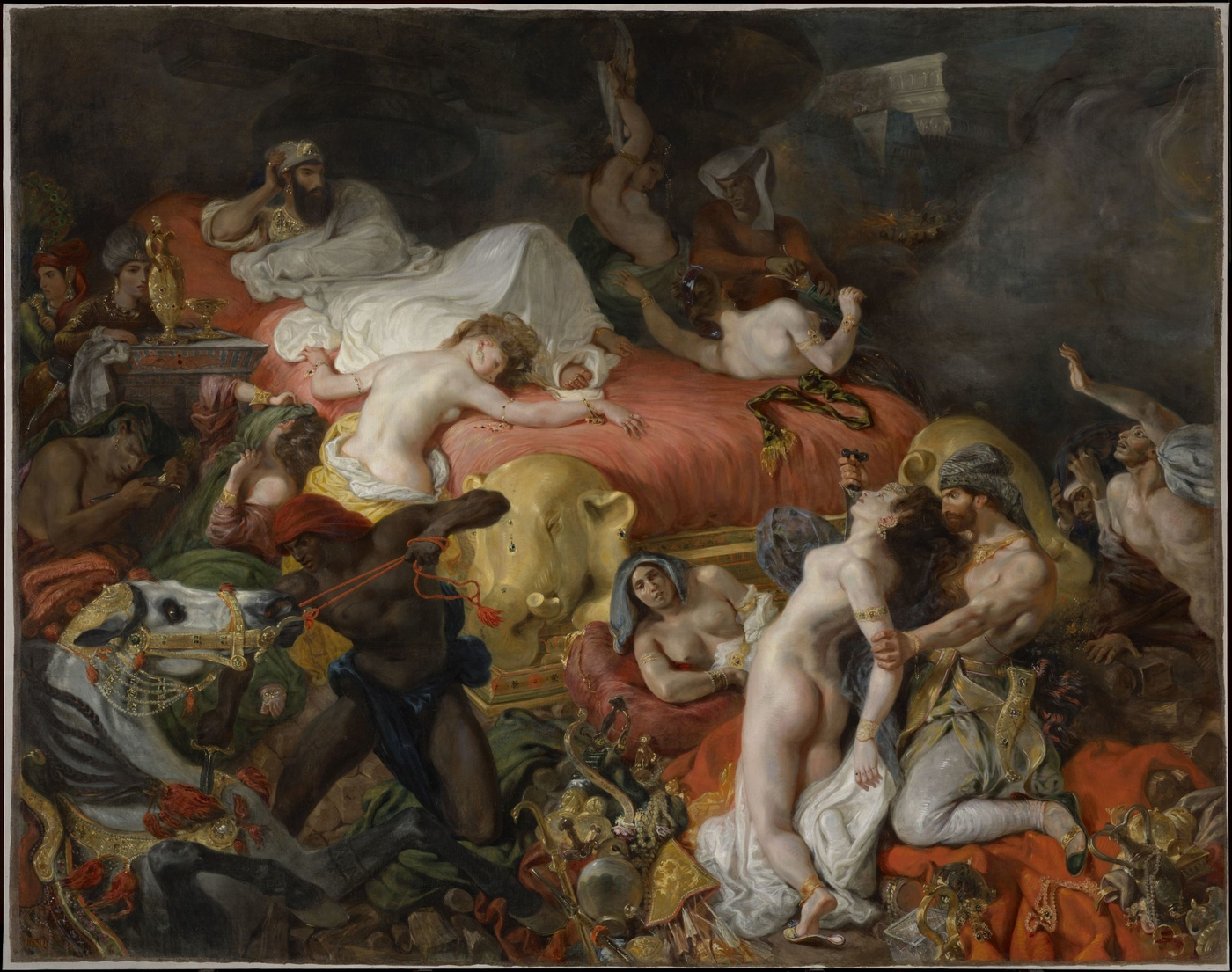
Der Tod des Sardanapal, 1827

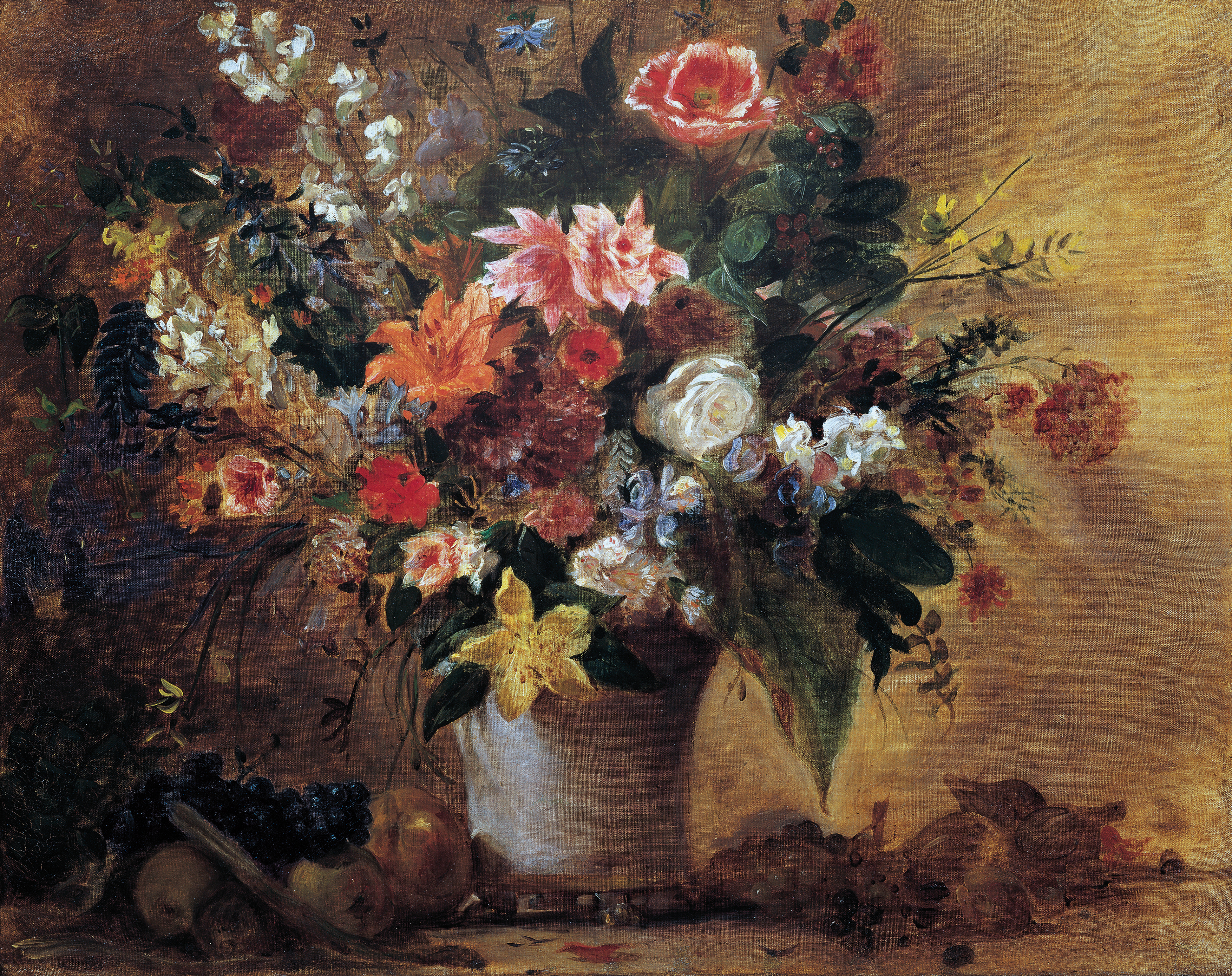
Blumenstillleben, 1834, Belvedere, Wien

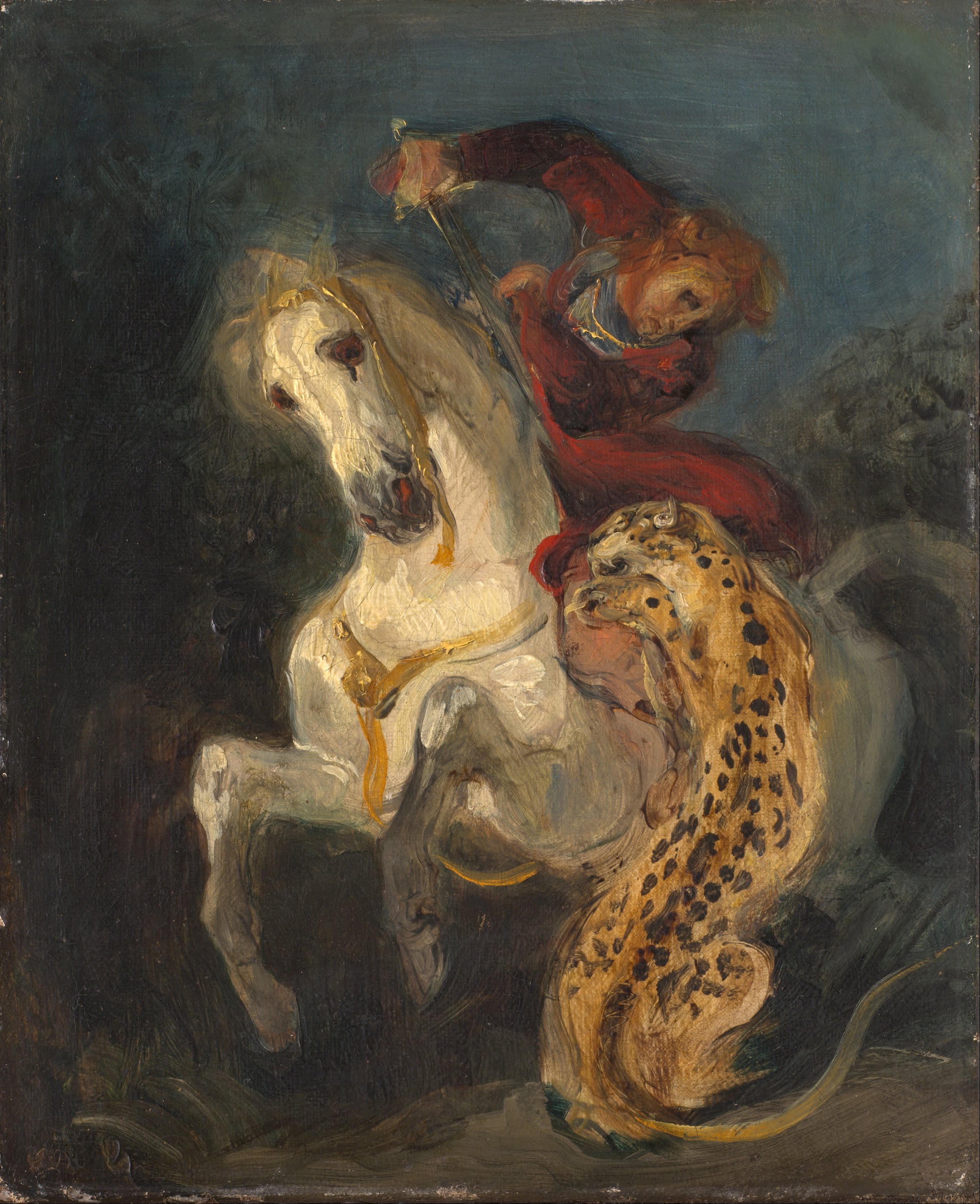
Reiter von einem Jaguar angefallen, 1855, Nationalgalerie Prag

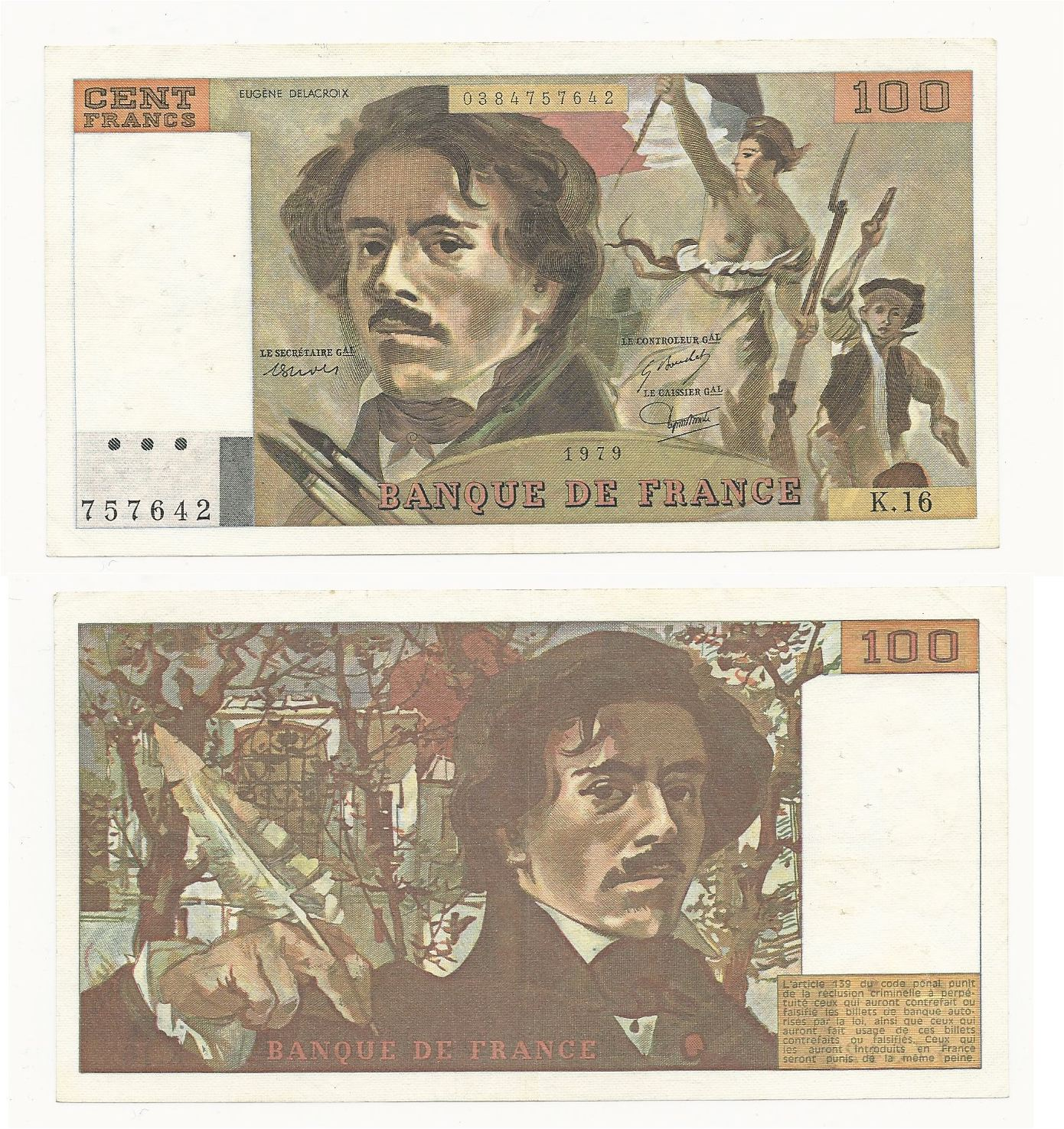
100-Francs-Banknote von 1979

- Basel, Kunstmuseum Basel:

Verwundeter Bandit, seinen Durst löschend (um 1825)
- Bordeaux, Musée des beaux-arts:

La Grèce sur les ruines de Missolonghi (Griechenland auf den Ruinen von Missolonghi sterbend) (1826)
- Budapest, Ungarische Nationalgalerie:

Vom Sturm aufgeschrecktes Pferd (1824)
- Hamburg, Hamburger Kunsthalle:

Löwe und Alligator (1863, Öl auf Eichenholz 28,5 × 36 cm)
Tiger und Schlange (1858, Öl auf Papier auf Holz 32,4 × 40,3 cm)
- London, Wallace Collection:

Die Hinrichtung des Dogen Marino Faliero (1826)
- Luxemburg, Villa Vauban

Junger Türke, sein Pferd umarmend (um 1825, Öl auf Leinwand, Sammlung Jean-Pierre Pescatore, Inv.-Nr. 90)
- München, Alte Pinakothek:

Der Tod der Ophelia (1838)
- Paris, Musée National du Louvre:

Die Dantebarke (1822)
Das Massaker von Chios (1824)
Junge Waise auf dem Friedhof (1824)
Stillleben mit Hummer (1827)
Der Tod des Sardanapal (1827)
Die Freiheit führt das Volk (1830)
Junger Tiger mit seiner Mutter spielend (1830)
Die Frauen von Algier (1834)
Jüdische Hochzeit in Marokko (1837–41)
Die Einnahme von Konstantinopel (1840)
Die Barke des Don Juan (1840)
- Prag, Národní galerie

Reiter von einem Jaguar angefallen (1855)
- Sankt Petersburg, Eremitage:

Löwenjagd in Marokko (1854)
- Stuttgart, Staatsgalerie Stuttgart:

Inderin, von einem Tiger zerrissen (1856)
- Washington, Phillips Collection:

Pferde, aus dem Meer kommend (1860)
- Wien, Belvedere:

Blumenstillleben (um 1834)

## Berühmte Schüler (Auswahl)
- Pierre Andrieu
- Alexandre Bida
- Léon Bonnat
- Alphonse de Neuville

## Spätere Ehrung
In den Jahren 1978 bis 1995 gab die französische Nationalbank 100-Francs-Banknoten mit seinem Porträt aus.

## Film
- Eugène Delacroix – Ein Maler im Farbenrausch. (OT: Eugène Delacroix, d’Orient et d’Occident.) Dokumentarfilm mit Spielszenen, Frankreich, 2018, 90 Min., Buch: Jean-Frédérique Thibault und Arnaud Xainte, Regie: Arnaud Xainte, Produktion: arte France, Illégitime Défense, 2 M Maroc, Saga Film, Erstsendung: 1. April 2018 bei arte, Inhaltsangabe von ARD. Zu Delacroix’ sechsmonatiger Marokkoreise 1832 und deren Wirkung auf seine Malerei.